# Североафриканская звезда

Эмблема Североафриканской звезды

«Североафриканская звезда», ЭНА (фр. Étoile Nord-Africaine, ENA) — алжирская революционная националистическая организация, созданная во Франции в 1926 году.

## История организации
Основана в Париже в марте 1926 на базе северо-африканской федерации Межколониального союза — массовой общественной организации выходцев из французских колоний, созданной под руководством коммунистов в декабре 1924 года. Задача организации состояла в координации политической деятельности североафриканских рабочих во Франции и защиту «материальных, духовных и социальных интересов североафриканских мусульман». Поддерживала связи с французской коммунистической партией. 8 000 алжирцев — членов ЭНА и 16 из 28 членов её ЦК состояли в ФКП.
Основателем организации и её первым генеральным секретарем являлся Ахмед Мессали Хадж. Он участвует в создании Антиимпериалистической лиги, учредительный конгресс которой проходил в 1927 году в Брюсселе. На конгрессе была представлена программа ЭНА: независимость Алжира, вывод французских оккупационных войск, создание национальной армии, конфискация крупной земельной собственности, возвращение крестьянам захваченных у них земель, увеличение кредита для неимущего крестьянства, отмена колониального законодательства, свобода прессы, собраний и объединений, равенство прав алжирцев и французов, избрание путём всеобщего голосования алжирского парламента и муниципальных советов, допуск алжирцев к образованию всех ступеней и создание арабоязычных школ, введение социального законодательства.
Вследствие репрессий властей организация неоднократно меняла название. В 1932—1934 годах действовала как Славная северо-африканская звезда, в 1934—1935 годах — Национальный союз северо-африканских мусульман. В 1929 году организацию запрещают и до 1934 года она действует в подполье. В 1933 году ЭНА была реорганизована: Мессали Хадж был избран президентом, Имаше Амар (Imache Amar) — генеральным секретарем, Рэджеф Белкачем (Radjef Belkacem) — казначеем. К середине 1930-х годов общий тираж газеты составил 43 500 экземпляров. Под влиянием идеолога арабского национализма Шакиба Арслана лидеры организации, в частности, Мессали Хадж, отходят от коммунистической ориентации в сторону арабского национализма. После этого ЭНА подвергается критике со стороны французских коммунистов.
В январе 1937 ЭНА была распущена за «антифранцузскую деятельность», на её базе Мессали Хаджем была создана Партия алжирского народа.